# 関戸銀行
関戸銀行（せきどぎんこう）は、明治期から大正期に存在した愛知県の私立銀行。
1893年（明治26年）に、尾張藩の御用達商人であった関戸家によって愛知県名古屋市で設立。資本金は10万円。本店は名古屋市西区伝馬町2丁目4番地。関戸家当主の関戸守彦の個人銀行。1914年（大正3年）に愛知銀行（東海銀行の前身の一つ）に営業譲渡し歴史の幕を閉じた。

## 営業譲渡時の店舗
- 本店

名古屋市西区伝馬町2丁目4番地
愛知銀行への譲渡後は伝馬町支店となり、東海銀行設立時には伝馬町西支店となる。1943年（昭和18年）には移転し、名古屋駅前支店に改称。
- 支店（1支店）

幅下

## 沿革
- 1893年（明治26年）7月3日：設立（『東海銀行史』では明治24年3月開業[1]）
- 1914年（大正3年）2月1日：愛知銀行に営業譲渡[1]
- 1914年（大正3年）6月25日：廃業